# Alcazarén (Barbalos)
Alcazarén es una entidad de población española del municipio salmantino de Barbalos, en la comunidad autónoma de Castilla y León.

## Geografía
La localidad está ubicada en un terreno llano en el que crecen encinas. Ubicada en la parte central de la provincia de Salamanca, pertenece al término municipal de Barbalos.

## Historia
A mediados del siglo XIX, la localidad, por entonces cabeza de un municipio independiente, contaba con una población de 39 habitantes. Aparece descrita en el primer volumen del Diccionario geográfico-estadístico-histórico de España y sus posesiones de Ultramar de Pascual Madoz de la siguiente manera: 

ALCAZARÉN: l. con ayunt. de la prov., y adm. de rent. de Salamanca (7 1/2 leg.), part. jud. de Sequeros (5), aud. terr. y c. g. de Valladolid (29): sit. en un llano bien ventilado y sano: tiene 11 casas poco cómodas, igl. aneja á la de Coca de Huebra, bastante reducida y mala, con el cementerio unido á ella, servida por el párroco de la matriz; y dos fuentes perennes, una muy inmediata á las casas, con buena charca para abrevadero de los ganados. Confina el térm. por N. y E. con el de Narros, S. con el de Barbalos, y O. con el de Coca de Huebra; estendiéndose por estas direcciones 1/3 leg. escasa; comprende 600 fan. de tierra, de las que se cultiva la mitad, y son: 12 de primera clase, 78 de segunda, y las restantes de tercera; sin mas aguas que dos pequeños manantiales que suelen secarse en el estío; con ellos se riegan las 12 fan. de primera clase que se destinan para sembrar linos: hay ademas 158 fan. pobladas de monte de encina, algunos prados, y tres valles regulares de muy buenos pastos; se nota entre los demás árboles, un corpulento y elevado pino, que demuestra ser el terreno á propósito para ellos. Los caminos son do travesía en buen estado: la correspondencia se trae de Tamámes todas las semanas. Prod.: trigo, que sobra para el consumo, centeno, cebada, garbanzos, lino y patatas lo necesario: cria de toda clase de ganados y alguna caza menor. Pobl.: 7 vec., 31 alm. Riqueza terr. prod. 148,650: imp. 7,432.
(Madoz, 1845, p. 441)

En 2021 tenía censados 4 habitantes.